# Оборона Хубэй-Хэнань-Аньхойского советского района
Оборона Хубэй-Хэнань-Аньхойского советского района — боевые действия коммунистической Красной армии Китая против гоминьдановской Национально-революционной армии во время Гражданской войны в Китае, проходившие с ноября 1930 по июнь 1932 года, с целью удержания контролируемой ими зоны. Закончились победой Красной армии и расширением территории советского района.
В ноябре 1927, мае 1929 и ноябре 1929 года коммунисты последовательно образовали три «революционные базы» в горном массиве Дабишань на северо-востоке провинции Хубэй, юго-востоке провинции Хэнань и западе Аньхоя, с которых начали вести партизанскую войну.

## Декабрь 1930 — февраль 1931 года
В октябре 1930 года, одержав принципиальную победу над милитаристами Фэн Юйсяном и Янь Сишанем, Чан Кайши немедленно мобилизовал войска по всей стране для организации широкомасштабного «окружения и подавления» советских районов.
В начале декабря 1930 года началось наступление националистов (всего выше 10 пехотных дивизий общей численностью около 100 000 человек) под командованием генерала Хэ Чэнцзюня на территорию контролируемых коммунистами районов. Гоминьдановцы начали формировать кольцевое окружение вокруг баз и, постепенно продвигаясь вперед с трех направлений: с юга — от Мачэна, Сонбу и Хуанпи, с запада — от южного участка железной дороги Пекин — Ханькоу, с севера — от Шанчэна и Луошаня, и создавать опорные пункты на основных дорогах и в городах, чтобы затем подавить основные силы коммунистов в решающем сражении. 9 и 12 декабря 44-я дивизия последовательно заняла город Хуанъань и город Хэкоу в округе Хуанпи (ныне часть округа Дау).
В условиях критической ситуации в район был прислан специальный уполномоченный ЦК КПК Цзэн Чжуншэн, чтобы организовать оборону. 16 декабря части так называемой 15-й армии при содействии местных партизан вторглась в город Хэкоу, уничтожили часть 44-й дивизии гоминьдановской армии, а затем отступили. После этого, повернув на север, 29 декабря у Цилипина они блокировали 30-ю и 31-ю дивизии противника, наступавшие на юг из Гуаншаня и Луошаня.
В то же время другая армия (так называемая 1-я Красная Армия) под командованием Сюй Цзишэня начала наступление в западной части Аньхоя. 14 декабря был взят Цзиньцзячжай, 16-го захвачены Мабу, Душан, Ецзяцзи, создана угроза Луаню и Хуошаню. 29 декабря 46-й гоминьдановская дивизия и одна бригада перешли в контрнаступление со стороны Луаня и Хуошаня по трем направлениям в район Мабу, но были разбиты. Также контратаковавшие и отбившие Ецзяцзи и Цзиньцзячжай 25-я дивизия и 1-я бригада 30-й дивизии гоминьдановской армии, видя неблагоприятную обстановку, отступили соответственно в Гуши и Шанчэн.
Остановив продвижение националистов, коммунистические отряды вышли за пределы контролируемых ими зон и дважды нанесла удар по противнику в районе Сигудуня и Шанчэна. Вклинившиеся в советский район гоминьдановские части вначале перешли к обороне, а затем начале января 1931 года, потеряв более 5000 человек и более 3500 винтовок, были вынуждены отойти.
Объединив в Чанчжуюане (на крайнем юге Хэнани) свои разрозненные части в 4-ю Красную армию общей численностью более 12 500 человек, коммунисты в начале февраля при взаимодействии с местными отрядами начали наступление на Синьцзи (ныне южная часть уезда Синьсянь) и 10 февраля вошли в город. Это дало возможность соединить все контролируемые ими районы Хубэя, Хэнани, Аньхоя во вторую по величине после Центрального советского района зону. Синьцзи стал столицей района.

## Март — май 1931 года
В середине марта 1931 года нанкинским правительством была развернута армия около 120 000 человек и началось второе их наступление или «окружение и подавление» приграничного района Хубэй-Хэнань-Аньхой. В середине апреля в западном Аньхое гоминьдановская НРА последовательно заняла Душань, Чжуфоань и Мабу и готовилась вторгнуться в Цзиньцзячжай. Поэтому коммунисты, сосредоточив свои основные силы, двинулись на восток, в западный Аньхой, и в конце апреля ударом с фронта потрепали в городе Душан дивизию генерала Чэнь Тяоюаня, которая в спешке отступила обратно в уезд Хуошань.
В то время как 4-я армия коммунистов контратаковала блокирующие войска в западном Аньхое, 30-я, 31-я и 33-я дивизии войск националистов двинулись с севера на юг, из Гуаншаня, Луошаня и Хуанъаня на Синьцзи и Цилипин. Две дивизии Красной армии под командованием начальника штаба 4-й армии Сюй Сянцяня при содействии местных отрядов самообороны обошли с флангов и тыла противника и заставили его отступить.
Гоминьдановцы перебросили и сконцентрировали 30-ю и 32-ю дивизии в Хуанчуане, готовясь атаковать Цзиньцзячжай и Мабу. 4-я армия воспользовалась смещением противником с центра на восток и быстро отошла на запад.
9 мая в Хуване, к северу от Синьцзи, была разбита часть блокирующей 53-й дивизии противника. В конце мая 4-я армия двинулась на юг, чтобы осадить город Таохуа возле Хуананя, и уничтожила почти два полка противника. В Шили была устроена засада и уничтожено 3 батальона шедшего подкрепления.
Получив удар по своим блокирующим войскам на востоке и севере, националисты на остальных направлениях не решались углубляться в советские зоны, и второе наступление провалилось. В результате боёв с декабря по май коммунисты расширили зону своего контроля, и население советского района стало составлять 2,5 миллиона человек. 4-я армия разрослась до 4 дивизий и насчитывала почти 20 000 человек.

## Ноябрь 1931 — июнь 1932 года
С сентября 1931 года гоминьдановцы стали активно наращивать войска в своих опорных районах Хубэя, Хэнани и Аньхоя, готовясь начать третье наступление на советский район, и к ноябрю сосредоточили 15 дивизий общей численностью около 200 000 человек.
После инцидента 18 сентября Чан Кайши оказался в серьезном политическом кризисе, что привело к задержке начала наступления. В этих условиях Военно-революционный комитет Хубэй-Хэнань-Аньхойского района решил упредить противника в наступлении, чтобы разрушить его план, а также укрепить и расширить советскую территорию.
10 ноября 1931 года, начав наступление, коммунисты окружали 69-ю дивизию националистов, дислоцированную в Хуанъане (сейчас Хунъан, провинция Хубэй). Подкрепления из Аньбу, Хуанпи и других мест были отбиты. После 31 дня осады, 22 декабря, националисты попытались вырваться из окружения, но потерпели неудачу, и Красная армия ворвалась в город и заняла его. Победа при Хуанъане вынудила гоминьдановцев на южном фронте перейти к обороне.
Чтобы расширить советскую территорию на север, с 19 по 26 января 1932 года четыре дивизии Красной армии последовательно заняли Дуфудянь, Цзянцзяцзи, Жэньцзяцзи, Хэфэнцяо и окружили в Шанчэне дислоцированную там 58-ю дивизию Чэнь Яоханя. Попытки трех дивизий (76-й, 2-й, 12-й) гоминдановцев деблокировать Шанчэн с двух направлений были отбиты Красной армией, которая атаковала и обошла их с флангов. Они потерпели поражение и отошли к Хуанчуаню. Узнав о поражении шедших подкреплений, Чэнь Яохань приказал 58-и дивизии покинуть город и отступить к Мачэну через Шаннань.
В западном Аньхое вдоль восточного берега реки Пихэ гоминьдановцы начали строить линию обороны от Луаня до Хуошаня. Так как они имели всего четыре дивизии и две бригады, и полоса их обороны была растянута, вечером 21 марта главные силы 4-й армии коммунистов с целью расширить зону своего контроля на восток форсировали реку Пихе. 22 марта одна их дивизия осадила Хандуду, другая — окружила Суцзябу. Подкрепления 46-й дивизии националистов, посланные в конце марта из Луаня и Хуошаня, были разбиты и отступили. 1 мая 15 полков (7-я, 12-я и 55-я дивизии) общей численностью более 20 000 человек повторно двинулись от Хэфэя на Суцзябу на выручку осажденных гарнизонов. После того, как эти подкрепления были разбиты, осажденные в Суцзябу и Хандуду, оказавшись в отчаянном положении, капитулировали 8 мая.
В апреле 1932 года 20-я армия (75-я и 76-я дивизии) националистов оккупировала Хуанчуань и Гуаншань в южной части провинции Хэнань. С целью отбить этот район в середине июня после победы при Суцзябу главные силы 4-й армии двинулись на запад и 12 июня завязала бои с гоминьдановцами. Противник был окружен и после 5 дней боёв разбит.
В результате отражения третьего наступления с ноября 1931 года Красная армия уничтожила почти 40 полков гоминьдановской НРА численностью более 60 000 человек, а сама выросла с 30 000 до 45 000 человек. Хубэй-Хэнань-Аньхойский советский район стал включать 26 уездов и населением 3,5 миллиона человек.